# Saint Patrick (Grenada)
Saint Patrick ist das nördlichste Parish (Verwaltungsgebiet) von Grenada. Das Parish besitzt viele schöne Buchten und mehrere kleine Inseln an der Nordküste: Ronde, Caille Island, Diamond und Les Tantes.
In den letzten Jahren stieg die Produktion von Kakao und Muskat stark an. Das Parish hat 10.504 Einwohner (Stand: 2011) auf einer Fläche von 42 km².